# Еманжелинск
Еманжели́нск — город, административный центр Еманжелинского района Челябинской области России. Входит в состав Челябинской агломерации.
С точки зрения административно-территориального деления имеет статус города областного подчинения, с точки зрения муниципального деления образует Еманжелинское городское поселение Еманжелинского муниципального района.
Население 27 371 чел. (2023).

## История
В 1930—1931 годах в связи с разработкой угольного месторождения возник рабочий посёлок Еманжелинские угольные копи.
Целенаправленная геологическая разведка началась в районе будущего города в 1929 году. К 1931 году были разведаны миллионы тонн запасов угля. В июле этого же года на угольном разрезе «Северный» был добыт первый уголь.
Сооружённый барачно-земляночный посёлок получил название Чёрный городок, затем — Еманжелинские угольные копи. В 1934 году было окончено строительство клуба «Малый горняк», открылась школа.
Из-за особенностей условий залегания угольного пласта стала неэффективной работа разреза «Северный», в 1934 году он прекратил существование. Годом раньше начал работать подземный участок, в 1936 году сдана в эксплуатацию шахта 18-бис. Летом 1939 года заработала шахта 19-а, затем шахта 18 наклонная.
В ноябре 1941 года стал давать уголь разрез «Батуринский». Летом 1942 года начали работать центральные электромеханические мастерские, эвакуированные из Донбасса, в сентябре этого года был пущен в строй эвакуированный Ростовский механический завод. В годы Великой Отечественной войны в забоях и на погрузочных площадках работали женщины и подростки. На полях сражений осталось около 900 еманжелинцев.
В послевоенные годы шло дальнейшее развитие посёлка Еманжелинские угольные копи. В 1947 году начал работать мощный кирпичный завод. 25 сентября 1951 года рабочий посёлок Еманжелинские угольные копи были преобразован в город областного подчинения Еманжелинск.
В ноябре 1952 года вступила в строй шахта 54. Вслед за шахтами «Красносельская» и «Куллярская» заработали разрез 7, начали работать шахта «Куллярская-3» и разрез 8.
В мае 1959 года была сдана в эксплуатацию швейная фабрика, что поcлужило началом развития иных отраслей экономики в городе.
В 1961 году в подчинение городу был передан рабочий посёлок Зауральский, а в 1962 году — рабочий посёлок Красногорский.
В январе 1962 года вступила в строй шахта «Восточно-Батуринская 1-2», в 1969 году — горно-обогатительная фабрика и шахта «Восточно-Батуринская-3», которая затем стала называться «Батуринская». На базе шахты 19-а в 1970 году начал работу филиал завода по производству сигнальных средств (ГДУП «Сигнал-Полимер», затем ООО «Уральский пиротехнический завод»). На базе шахты 54 заработал Еманжелинский ремонтный завод.
В 1997 году в стране начался процесс реструктуризации угольной промышленности, который привёл к закрытию угледобывающих предприятий. Были закрыты шахты «Батуринская» и «Куллярская».

## Происхождение названия
Название Еманжелинск происходит от реки Еманжелинки, по одной из версий, название которой происходит от татарского и башкирского тат. Яман-Җылга, Яман-Елга, баш. Яман-Йылға — плохая (скверная) река.

## Население
| 1939    | 1959    | 1967    | 1970    | 1979    | 1989    | 1992    | 1996    | 1998    | 2000    |
| ------- | ------- | ------- | ------- | ------- | ------- | ------- | ------- | ------- | ------- |
| 11 100  | ↗33 563 | ↗36 000 | ↘33 389 | ↘31 015 | ↗31 153 | ↗31 400 | ↘29 900 | ↘29 600 | ↘29 000 |
| 2001    | 2002    | 2003    | 2005    | 2006    | 2007    | 2008    | 2009    | 2010    | 2011    |
| ↘28 800 | ↗30 202 | ↘30 200 | ↘29 600 | →29 600 | →29 600 | ↗29 800 | ↗30 076 | ↗30 216 | ↗30 220 |
| 2012    | 2013    | 2014    | 2015    | 2016    | 2017    | 2018    | 2019    | 2020    | 2021    |
| ↗30 256 | ↘30 252 | ↘29 931 | ↘29 728 | ↘29 487 | ↘29 077 | ↘28 742 | ↘28 217 | ↘28 216 | ↘27 632 |
| 2023    |         |         |         |         |         |         |         |         |         |
| ↘27 371 |         |         |         |         |         |         |         |         |         |

На 1 января 2025 года по численности населения город находился на 527-м месте из 1124 городов Российской Федерации.

## Экономика
С закрытием шахт и разреза экономика потеряла ярко выраженный отраслевой характер, угольная промышленность в городе прекратила существование.
Заводы: механический, комбикормовый, ремонтный. Швейная фабрика. Производство строительных материалов представлено одним из стабильных предприятий района ООО «Еманжелинский кирпичный завод».

## СМИ
Выходит газета «Новая жизнь».
Телекомпания «Еманжелинск — Информ»

## Достопримечательности
- Скульптура «Добрый ангел мира»,
- Церковь в честь Введения во Храм Пресвятой Богородицы,
- памятник "Автомобиль «Москвич-401»,
- памятник «Журавли»,
- часовня памяти жертв политических репрессий в Еманжелинске,
- скульптурно-монументальная композиция «Добрый Ангел мира»,
- памятник М. Ф. Костюшеву,
- дворец культуры имени А. С. Пушкина,
- памятник воинам-интернационалистам,
- мост первых поцелуев,
- триумфальная арка,
- памятник погибшим еманжелинским шахтёрам,
- памятник С. Ф. Школенко,
- памятник жертвам политических репрессий.

## Транспорт
Рядом с городом проходит федеральная автомобильная дорога А-310 Челябинск — Троицк — граница с Республикой Казахстан, которая является частью европейского маршрута E 123 и азиатского маршрута AH7.
Железнодорожная станция Еманжелинск
Расположена в 6-7 км от города, в посёлке городского типа, Зауральский, на участке Челябинск — Троицк Уральской железнодорожной рокады. Относится к Челябинскому региону Южно-Уральской железной дороги.
Автостанция Еманжелинск
Расположена по улице Ленина. Собственник: ООО «Еста». Летом 2010 года было сдано современное двухэтажное здание. До этого было старое ветхое одноэтажное строение. Новая автостанция была возведена в нескольких метрах от него.
Самым насыщенным по пассажирообороту является автобусный маршрут № 118 Еманжелинск — Челябинск.

## Парки и скверы
- Городской сквер — самый большой парк в Еманжелинске, открыт в 2011 г.. В сквере имеются фонтан, маяк с прудом, стела «Добрый ангел мира», детский городок, памятник жертвам политических репрессий, часовня, символические ворота в город, аттракционы, стенды с фотографиями.
- Спортивный парк — второй по величине парк города. Расположен на территории ЦОО «Тайфун». В нём есть детский городок, баскетбольная площадка, площадка для скейтбордистов, памятный знак «Европа — Азия» и др.
- Новый парк заложен 15.05.2011 года параллельно улице Энгельса.
- Комсомольская площадь . Находится на улице Ленина. Достопримечательность: памятник В.И. Ленину.